# Bạch chỉ (Phật giáo)
Bạch chỉ (zh. 白紙, ja. hakushi), nghĩa là "trang giấy trắng", là một danh từ chỉ một tâm trạng đạt được qua quá trình Toạ thiền (ja. zazen) và một trong những yếu tố để đạt Giác ngộ. Bạch chỉ là một tâm trạng - nói theo nhà hiền triết châu Âu Meister Eckhart - "trống rỗng không có một vật". Để đạt được tâm trạng này thì tất cả những ý nghĩ, thành kiến, hình ảnh... phải biến mất, như chư vị Thiền sư thường nhấn mạnh.
Bạch Vân An Cốc - một vị Thiền sư hiện đại người Nhật - khuyên rằng: "Nếu đầu óc, thâm tâm của quý vị còn chứa đựng bất cứ một cái gì, ghi lại một cái gì thì quý vị sẽ không bao giờ Kiến tính. Quý vị phải buông xả tất cả. Tâm của quý vị phải trống rỗng, không một dấu vết như một tờ giấy trắng trong sạch, Bạch chỉ!"